# Nhặng hại tằm
Nhặng hại tằm là bệnh của tằm do nhặng gây ra. Bệnh xảy ra chủ yếu vào mùa hè. Nhặng đẻ trứng trên mình tằm. Trứng nở, dòi chui vào để lại vết đen trên mình tằm. Khi dòi đẫy sức chui ra hóa nhộng làm cho tằm chết, ở giai đoạn kén làm cho kén thủng đầu không ươm tơ được.

## Biện pháp phòng trừ
- Biện pháp phòng: dùng mành ngăn không cho nhặng vào phòng tằm.
- Biện pháp trừ bằng thuốc hoá học: diệt trứng ruồi bằng cách phun Bi58 lên mình tằm với tỉ lệ 1/500, phun 1 lần vào ngày thứ 3 ở tuổi 4 và ngày thứ 2, 4, 6 ở tuổi 5. Phun vào buổi chiều để làm trứng do nhặng đẻ buổi sáng rơi khỏi mình tằm, không nở được thành dòi.